# Pieluńce
Pieluńce (biał. Пілюнцы; ros. Пилюнцы) – wieś na Białorusi, w obwodzie grodzieńskim, w rejonie werenowskim, w sielsowiecie Bolciszki.
Podczas buntu chłopskiego w 1790, zbuntowani chłopi napadli na dwór w Pieluńcach, gdzie pobili ekonoma i namiestnika starostwa oraz dopuścili się zabójstw.
W dwudziestoleciu międzywojennym leżały w Polsce, w województwie nowogródzkim, w powiecie lidzkim, w gminie Raduń.